# توبوز أباد (نقدة)
توبوز أباد هي قرية في مقاطعة نقدة، إيران. عدد سكان هذه القرية هو 549 في سنة 2006.